# Sid Meier's Antietam!
Sid Meier's Antietam! est un wargame en temps réel conçu par Sid Meier, cofondateur de Firaxis Games, et publié en décembre 1999 par Electronic Arts sur PC. C'est la suite de Sid Meier's Gettysburg!
Le jeu permet au joueur de contrôler les troupes de, soit la Confédération, soit l'Union durant la Bataille d'Antietam en pleine guerre de Sécession. Il peut être joué comme un scénario unique, comme une campagne composé de plusieurs scénarios liés racontant l'histoire originale ou explorer des possibilités alternatives.

## Accueil
| Sid Meier's Antietam! |      |       |
| Média                 | Pays | Notes |
| GameSpot              | US   | 85 %  |